# استینا لیک بورگ
استینا لیک بورگ (انگلیسی: Stina Lykke Borg؛ زادهٔ ۹ فوریهٔ ۱۹۸۶) بازیکن فوتبال اهل دانمارک است.
از باشگاه‌هایی که در آن بازی کرده‌است می‌توان به باشگاه فوتبال دویسبورگ، باشگاه فوتبال ادنسه، باشگاه فوتبال اف‌سی‌آر ۲۰۰۱ دویسبورگ، باشگاه فوتبال کلن، و باشگاه فوتبال بروندبی اشاره کرد.
وی همچنین در تیم ملی فوتبال زنان دانمارک بازی کرده‌است.